# Lady Marion
Lady Marion – postać z legendy o Robin Hoodzie, w której przedstawiana jest jako jego małżonka czy ukochana.

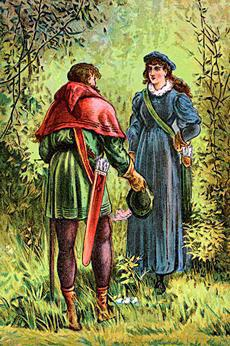
„Lady Marion z Robin Hoodem”, ilustracja książkowa z XIX wieku.

W serialu Robin z Sherwood jest córką arystokraty, Ryszarda z Leaford, która po jego rzekomej śmierci trafia pod opiekę szeryfa z Nottingham Roberta de Rainault. Na zamku szeryfa Robin uciekając przed Guyem z Gisbourne przypadkowo trafia do jej komnaty. Nazywa ją Majowym Porankiem. Marion po perypetiach związanych z jej ucieczką przed małżeństwem z baronem de Belleme i uprowadzeniem jej przez tegoż, trafia w końcu do drużyny Robina. Grała ją Judi Trott.
Na płycie Legend zespołu Clannad, będącej ścieżką dźwiękową do filmu, znajduje się utwór pt. Lady Marian.